# Pygommatius alatipes
Pygommatius alatipes là một loài ruồi trong họ Asilidae. Pygommatius alatipes được Scarbrough & Marascia miêu tả năm 2003.